# Phèdre (mythologie)
Pour les articles homonymes, voir Phèdre.
 (janvier 2015).
Dans la mythologie grecque, Phèdre (en grec ancien Φαίδρα / Phaídra, « Brillante ») est la fille du roi de Crète Minos et de Pasiphaé, ce qui en fait la demi-sœur du Minotaure (fils de Pasiphaé et d'un taureau blanc offert à Minos par Poséidon). Elle est la sœur d'Ariane, Glaucos, Catrée, Androgée, Acacallis, Deucalion et Xénodicé, ainsi que l'épouse de Thésée.

## La légende

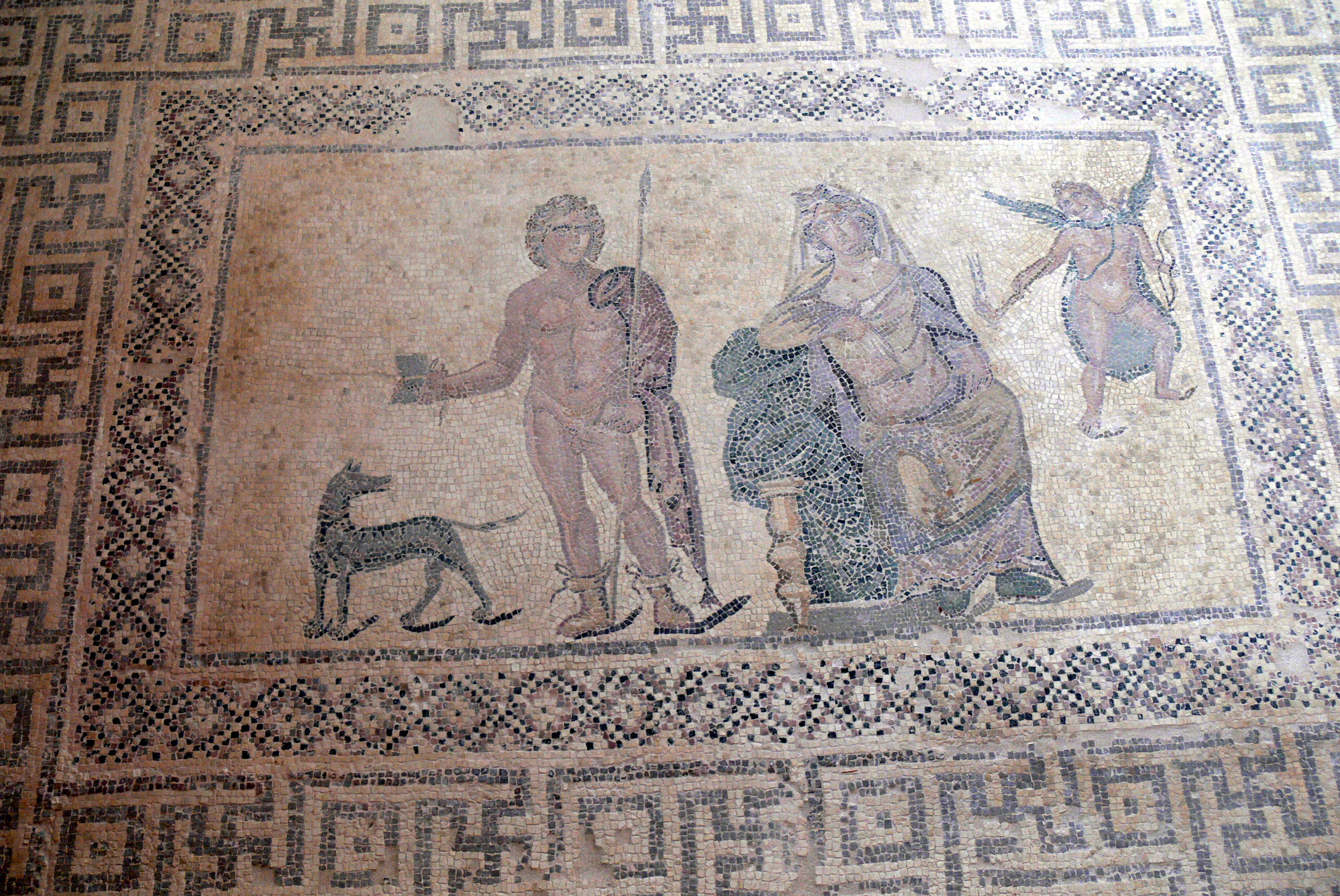
Hippolyte rejetant Phèdre, villa de Dionysos, parc archéologique de Paphos, fin du IIe siècle.

Phèdre épouse Thésée, roi d'Athènes, qui, au retour de Crète, a abandonné sa sœur Ariane. Selon Pierre Grimal, c'est Deucalion, son frère, qui la donne en mariage à Thésée, tandis que Pierre Commelin évoque son enlèvement par Thésée. Thésée est déjà marié à l'Amazone Antiope ou Mélanippé, ou Hippolyte l'Amazone selon les sources, avec qui il a eu un fils, Hippolyte. Il existe certaines versions, comme le rapporte Pierre Grimal, qui font état d'une attaque des Amazones lors du mariage. Si pour les uns, cette attaque est antérieure à la répudiation d'Antiope et visait à sauver cette dernière de Thésée, pour d'autres elle en est la cause directe. Ainsi, les Amazones, menées par Antiopé, voulurent se venger en attaquant l'Attique, le jour du mariage. Antiopé, alors qu'elle essayait d'entrer dans la salle du festin, fut arrêtée par les invités et tuée. Pour Plutarque, l'attaque des Amazones relève de l'invention, et Thésée épouse Phèdre, après la mort d'Antiope.
Phèdre a avec Thésée, deux fils, Démophon et Acamas. Elle tombe amoureuse de son beau-fils, Hippolyte. La raison de cet amour est donnée par Pierre Grimal. Hippolyte honore Artémis tandis qu'il méprise Aphrodite. Cette dernière, pour se venger, suscite chez Phèdre cette passion coupable. Phèdre s'offre à Hippolyte qui la rejette. Par vengeance et craignant qu'Hippolyte ne révèle tout à son père, elle accuse le jeune homme d'avoir cherché à la violenter. Furieux mais ne voulant pas tuer son fils lui-même, Thésée appelle aussitôt sur son fils la malédiction de Poséidon, qui lui doit trois vœux. Poséidon invoque un monstre marin à Trézène, qui effraie les chevaux du char qu'Hippolyte conduisait le long de la mer. Effrayés, les chevaux s'emballent et le jeune homme périt, traîné par ses chevaux le long des rochers. Phèdre, de chagrin et de remords, se pend. Euripide dans ses deux tragédies consacrées au sujet, mais dont une seule nous est parvenue, propose deux versions de la mort de Phèdre. L'une intervient juste après qu'elle a accusé son beau-fils et provoqué sa mort, l'autre avant même qu'elle ne déclare son amour à Hippolyte[réf. nécessaire].

## Mythes apparentés
Le mythe d'Hippolyte et de Phèdre a été rapproché de celui de Bellérophon et d'Antée. Il proviendrait d'un ancien mythe lunaire répandu dans le domaine indo-européen, où le dieu Lune, époux volage et parjure, abandonne son épouse, la déesse-Soleil (ici, Phèdre brillante).
Dans l'aire sémitique, il se rapproche de celui de la femme de Putiphar[réf. nécessaire].

## Le mythe de Phèdre dans les arts

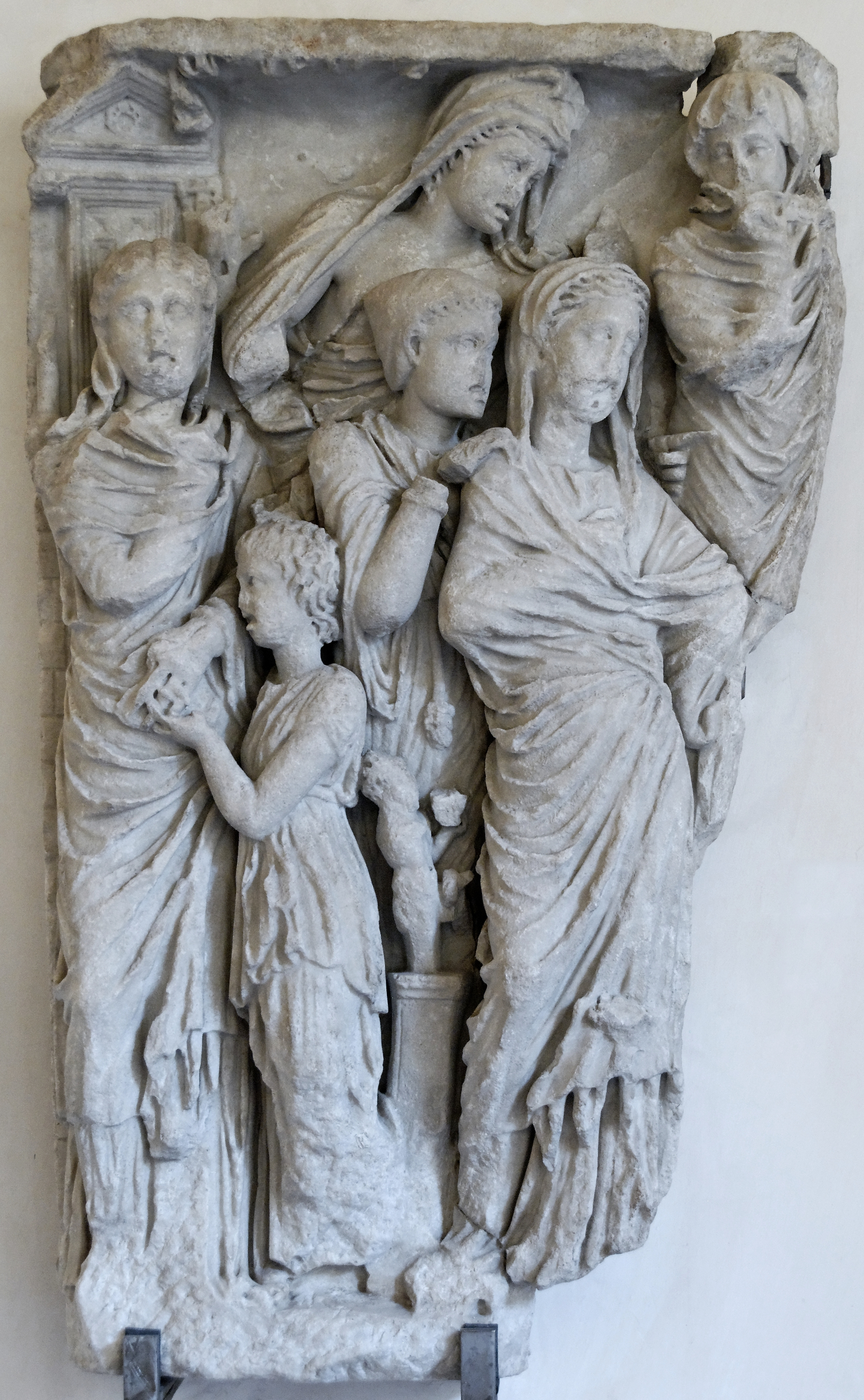
Bas-relief d'un sarcophage : le mythe de Phèdre. Marbre du Proconnèse, œuvre romaine, IIIe siècle.

### Théâtre
L’histoire de Phèdre a fait l'objet de nombreuses tragédies : 
- Hippolyte porte-couronne d'Euripide (428 avant notre ère). Le même auteur avait apparemment aussi écrit un Hippolyte voilé, perdu.
- Phèdre, tragédie de Sophocle, perdue.
- Hippolyte, tragédie de Lycophron, perdue.
- Phèdre, tragédie de Sénèque (vers 50).
- Passion d'Hippolyte, mystère de Prudence (vers 380, version christianisée).
- Hippolyte, tragédie de Robert Garnier (1573).
- Hippolyte ou le Garçon insensible, tragédie de Gabriel Gilbert (1646).
- Phèdre, tragédie de Jean Racine (1677).
- Phèdre et Hippolyte, tragédie de Jacques Pradon (1677).
- Phèdre (Freda), tragédie de Gabriele D'Annunzio (1909).
- Phèdre (à repasser), pièce de théâtre parodique de Pierre Dac (1935)[5].

En 1996, l'auteur britannique Sarah Kane a créé une version moderne du mythe, L'Amour de Phèdre.

### Musique
- Jean-Baptiste Moyne, Phèdre, tragédie lyrique en trois actes, livret de François Benoît Hoffmann, le 26 octobre 1786 au château de Fontainebleau.
- Jean-Philippe Rameau, Hippolyte et Aricie, tragédie lyrique (opéra) en un prologue et cinq actes, livret de Simon-Joseph Pellegrin (1733).
- Simon Mayr, Fedra, melodrama serio (1820).
- Marcel Mihalovici, Phèdre, opus 58, opéra en cinq scènes, livret de Yvan Goll (1948) ; création RTF, 18 avril 1950 ; Stuttgart (9 juin 1951).
- Georges Auric, suite pour le ballet de Jean Cocteau (1950).
- Tangerine Dream, Phaedra  (1974).
- Benjamin Britten, cantate (1975).

### Peinture

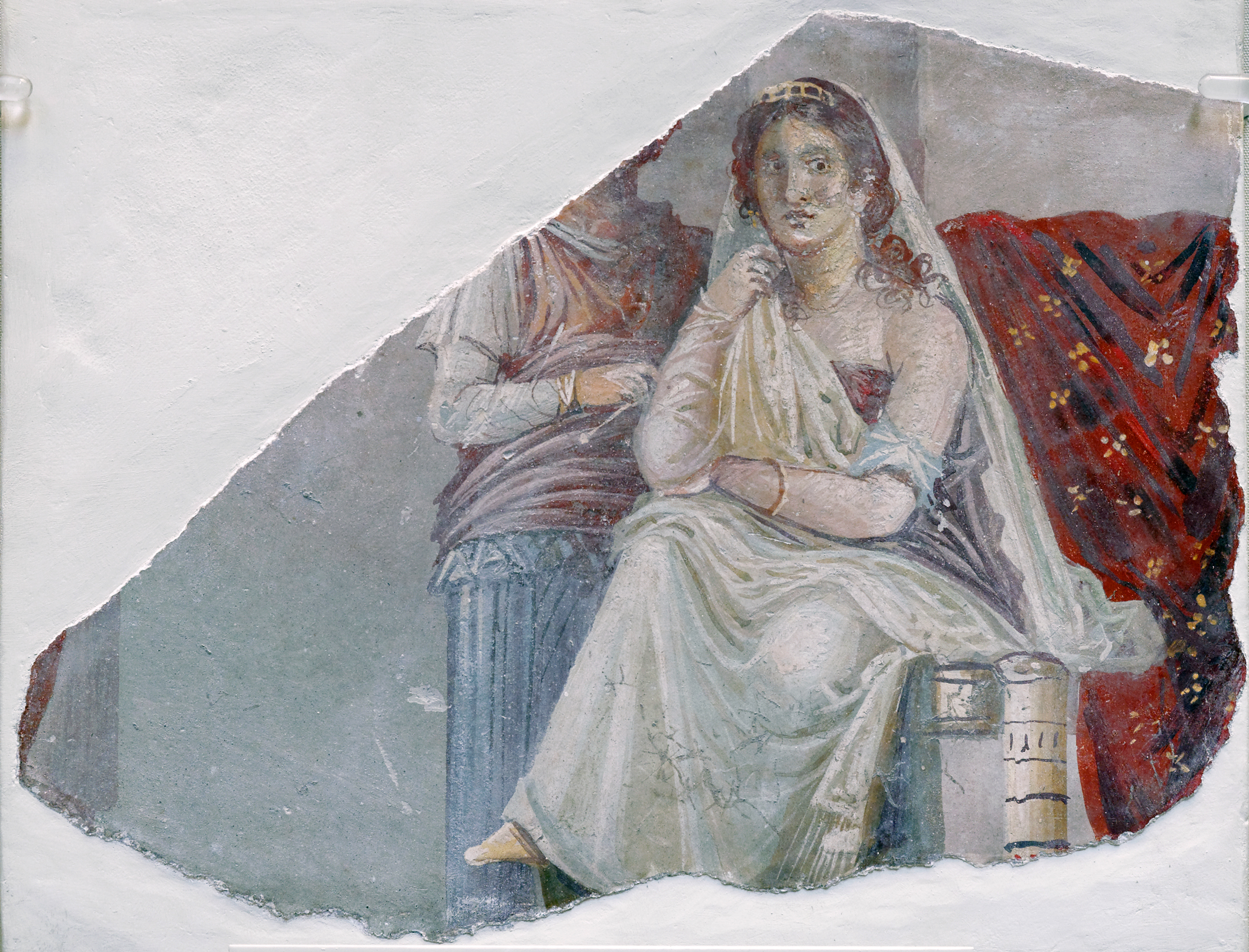
Phèdre, fresque de Pompéi (Ier siècle av. J.C.).
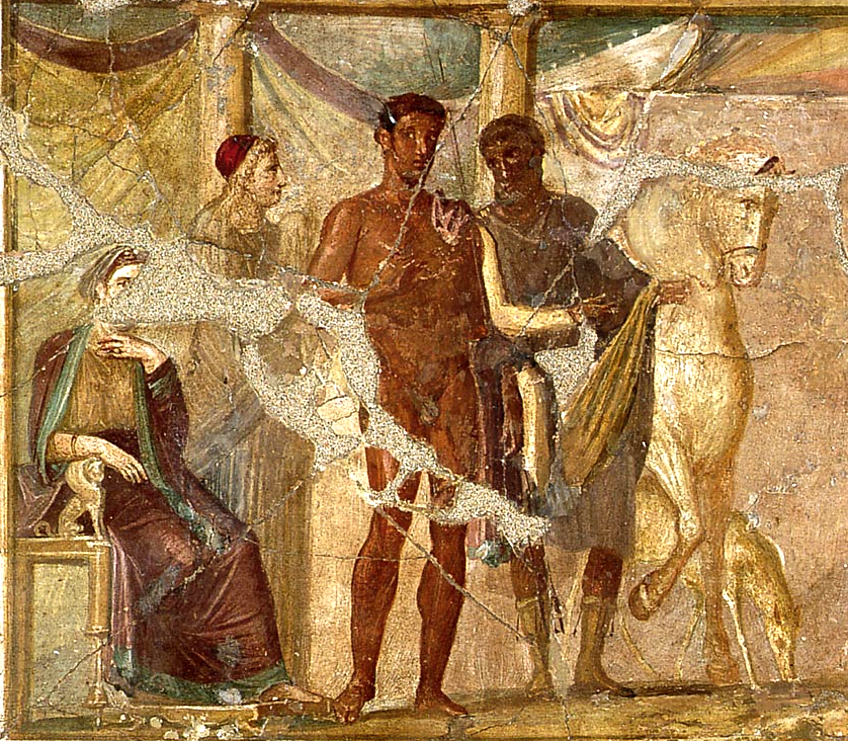
Hippolyte et Phèdre, fresque de Pompéi (Ier siècle av. J.C.).
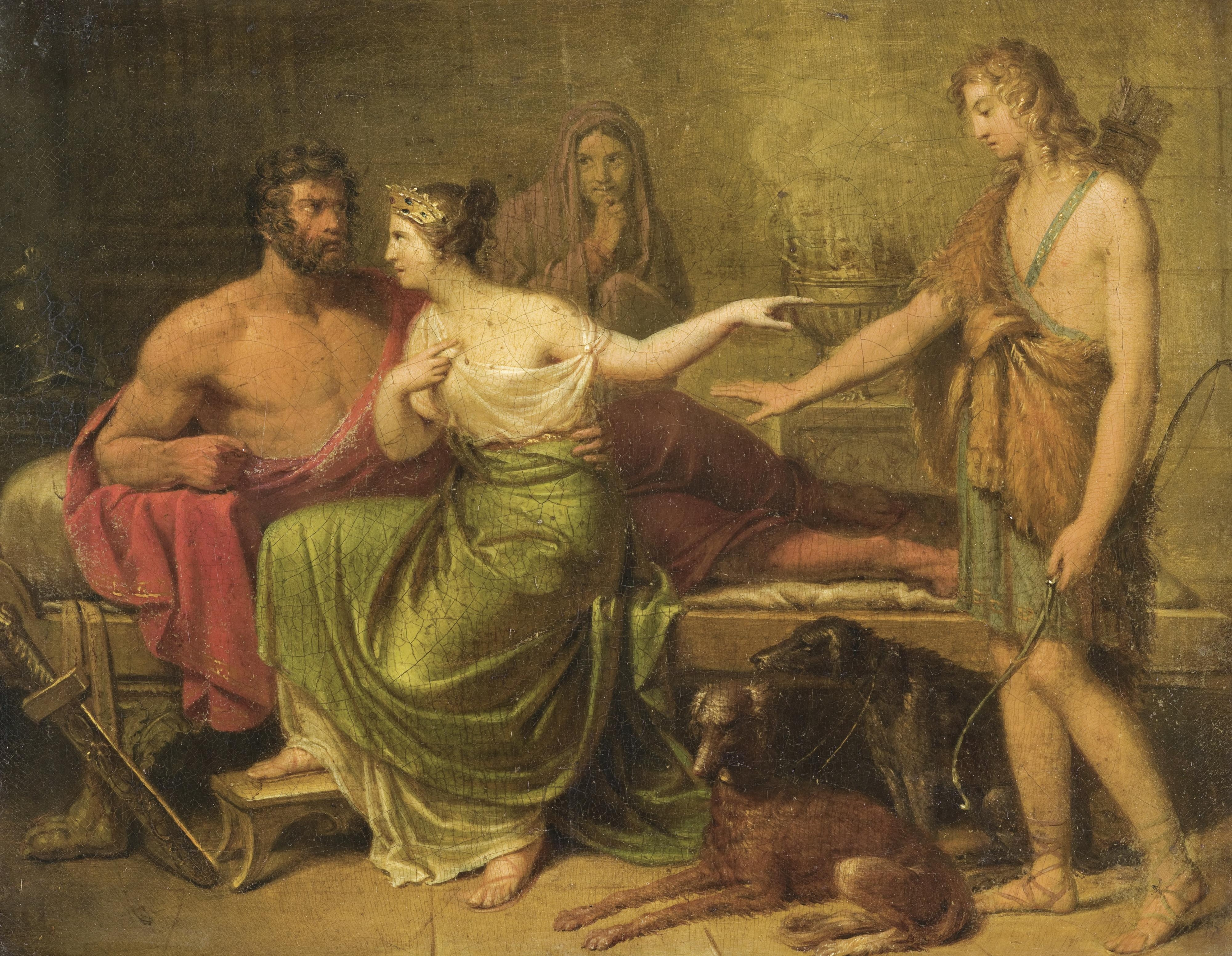
Hippolyte , Phèdre et Thésée, école allemande, XVIIIe siècle.
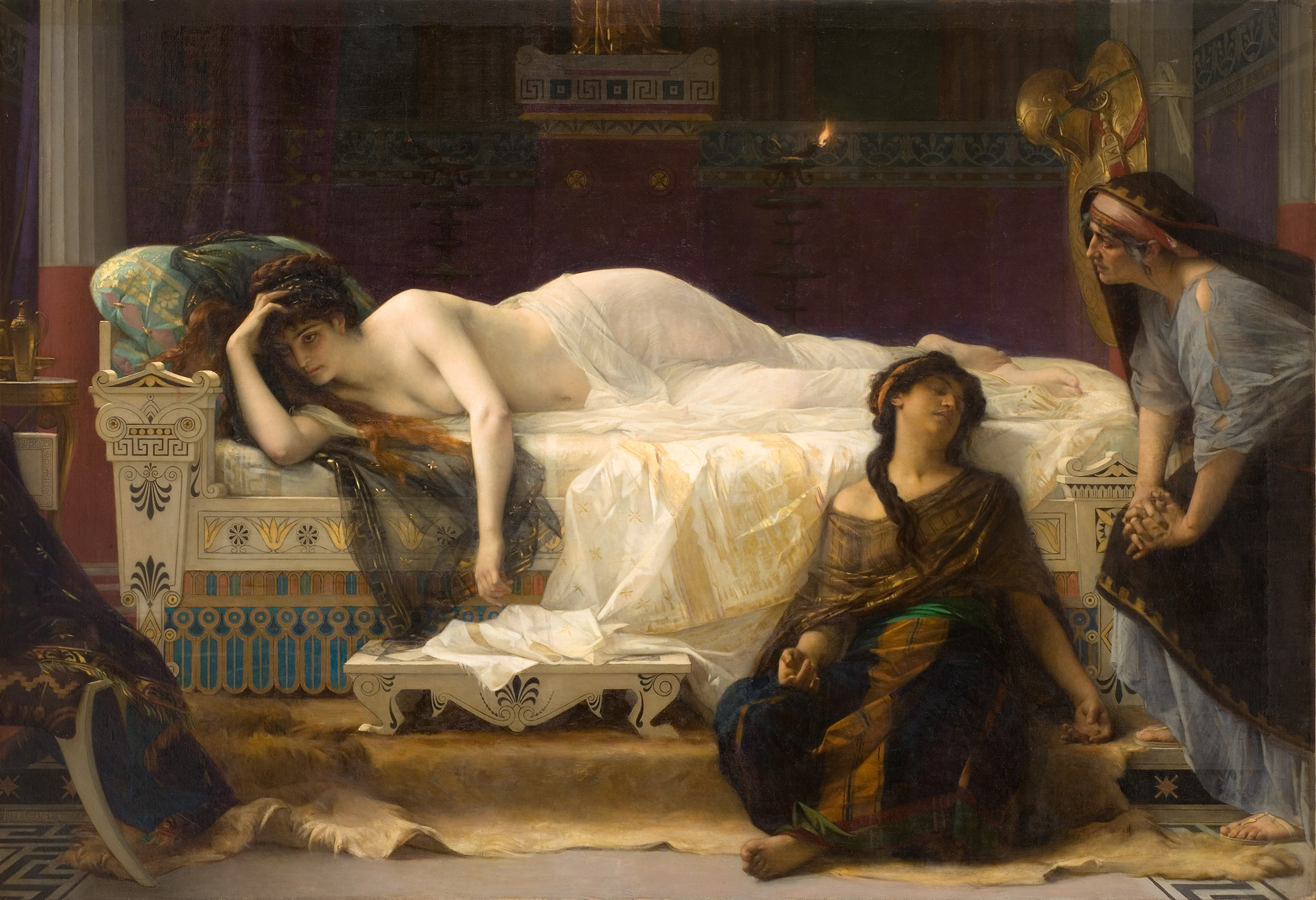
Phèdre, Alexandre Cabanel, 1880.
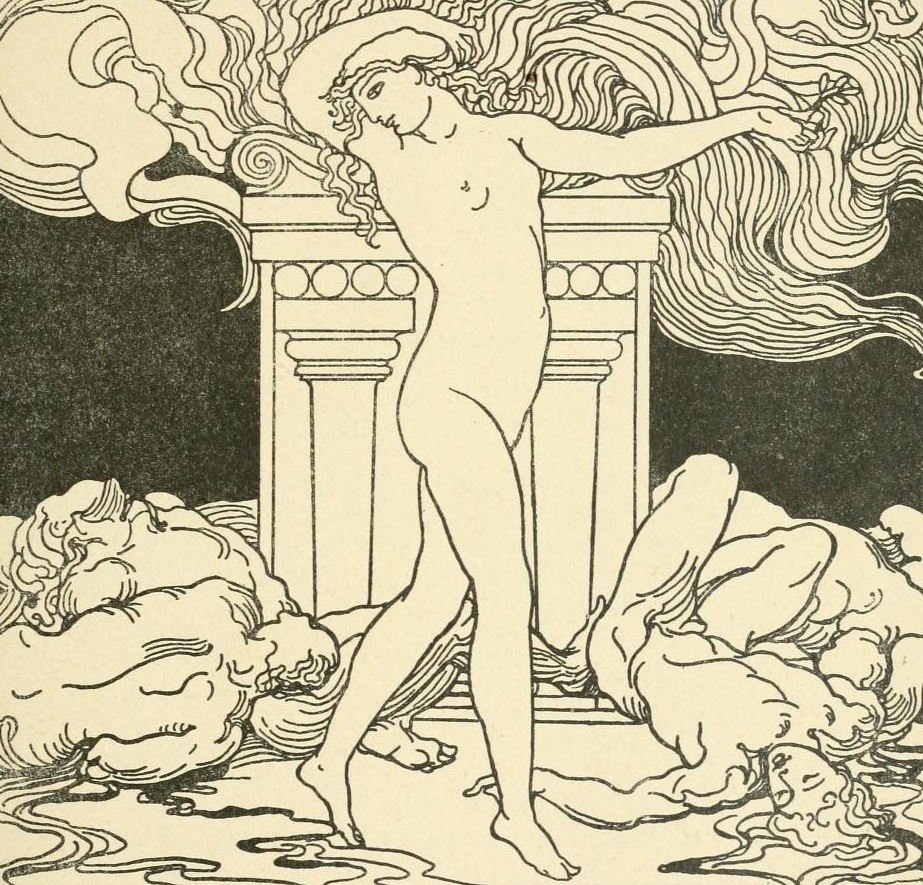
Adolfo de Carolis, Illustration représentant Phèdre pour l'acte II de la pièce Fedra de Gabriele D'Annunzio.

### Cinéma
- Phaedra (1962), film de Jules Dassin, avec Melina Mercouri dans le rôle de Phèdre et Anthony Perkins dans celui d'Alexis (Hippolyte dans la tragédie grecque).

### Littérature
• Ariane (2021), roman de Jennifer Saint, retrace l'histoire d'Ariane et de Phèdre au travers d'une réécriture du mythe 

### Sources antiques
- Pseudo-Apollodore, Bibliothèque [détail des éditions] [lire en ligne] (III, 1, 2), Épitome [détail des éditions] [lire en ligne] (I, 17-18)
- Diodore de Sicile, Bibliothèque historique [détail des éditions] [lire en ligne] (IV, 28 et suiv. ; IV, 62, 3)
- Euripide, Hippolyte [détail des éditions] [lire en ligne]
- Homère, Odyssée [détail des éditions] [lire en ligne] (XI, 321)
- Hygin, Fables [détail des éditions] [(la) lire en ligne] (XLIII ; CCXLIII)
- Nonnos de Panopolis, Dionysiaques [détail des éditions] [lire en ligne] (XLVIII, 536)
- Pausanias, Description de la Grèce [détail des éditions] [lire en ligne] (I, 22, 1)
- Virgile, Énéide [détail des éditions] [lire en ligne] (VI, 445)